# Капительная D
ᴅ (капительная D) — буква расширенной латиницы. Использовалась в письменности средневекового исландского языка для обозначения геминированного D и в латинизированном алфавите еврейско-таджикского языка 1930 года в качестве строчной формы буквы D.
Буква также используется в Уральском фонетическом алфавите, где передаёт частично оглушённый звук [d] ([d̥᪽]). В нём также используются её формы с диакритическими знаками: ᴅ́, ᴅ̣, ᴅ͔, ᴅ͕.

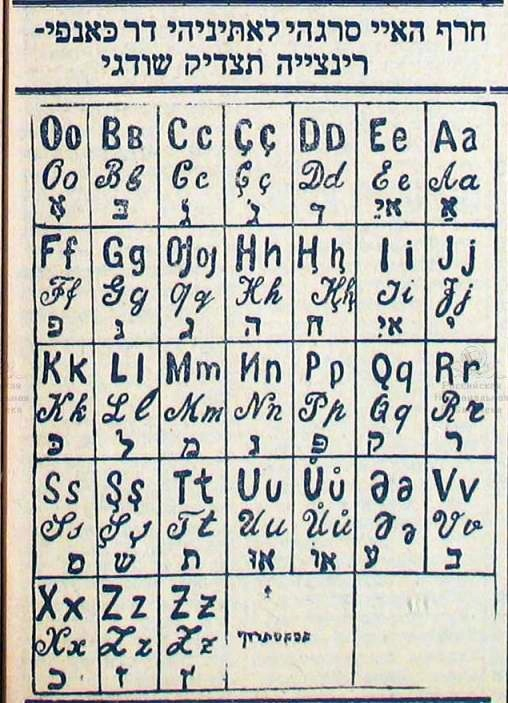
Еврейско-таджикский алфавит 1930 года